# Syracuse Pros
Die Syracuse Pros waren eine American-Football-Mannschaft, welche möglicherweise in der American Professional Football Association (APFA) spielte.

## Teamgeschichte
Die Syracus Pros wurden 1921 in Syracuse gegründet. Die Mannschaft spielte ihr erstes Spiel vor 800 Zuschauern gegen die Tonawanda Kardex Lumbermen, welches in einem 0:0-Unentschieden endete. Im Anschluss waren Spiele gegen die Buffalo All-Americans und New York Brickley Giants, welche jedoch beide abgesagt werden mussten. Um die offenen Spielzeit auszufüllen, spielte man zuerst gegen ein semi-professionelles Team aus Oakdale, welches vor 1.000 Zuschauern mit 19:0 gewonnen werden konnte. Für das zweite Spiel wollte man anfangs gegen Mike Purdy’s Syracuse professional team spielen, welche sich jedoch anders entschieden, weshalb die Pros stattdessen gegen die Suey Welch’s Akron Indians spielten, die vor 1.500 Zuschauern mit 47:0 besiegt werden konnten. Im Anschluss waren ursprünglich Spiele gegen die Rochester Jeffersons und gegen Buffalo geplant, welche jedoch erneut abgesagt wurden. Dafür spielte man auswärts vor 3.500 Zuschauern gegen die Endicott-Johnson A.A, welche mit 20:0 besiegt werden konnten. Eine Woche später spielten die Pros gegen die Washington Senators und wurden von diesen mit 7:20 besiegt. Gefolgt wurde das Spiel von einer 0:12-Niederlage gegen die Jeffersons. Aufgrund von mangelhaftem Zuschauerzuspruch geriet das Team in finanzielle Probleme und musste den Spielbetrieb danach einstellen.

## APFA-Mitgliedschaft
Da die APFA bzw. NFL in ihrer Anfangszeit nur wenig dokumentiert ist, ist auch die Mitgliedschaft verschiedener Teams umstritten. So auch bei den Syracuse Pros, die von der NFL nicht als Mitglied anerkannt werden. Dies fußt auf der Grundlage, dass es keine tatsächlichen Belege für die Vergabe eines Franchises an Syracuse gibt. Für eine Mitgliedschaft sprechen jedoch, dass die Pros sieben Spiele gegen APFA-Teams geplant hatte, auch wenn nur drei ausgetragen wurden. Zudem bezeichneten sie sich während ihrer Existenz selbst als Mitglied, obwohl dies zur damaligen Zeit keinerlei Vorteile mit sich brachte.

## Tabelle
| Jahr   | Sieg | Niederlage | Unentschieden | Tabellenplatz | Trainer    |
| ------ | ---- | ---------- | ------------- | ------------- | ---------- |
| 1921   | 0    | 2          | 1             | 19            | Mike Purdy |
| Totals | 0    | 2          | 1             |               |            |